# 이종무 (배우)
이종무는 대한민국의 배우이다.

## 학력
- 성균관대학교 신문방송학과 졸업
- 한국예술종합학교 연극원 연기과 전문사

## 출연작

### 드라마
- 2009년 KBS2 《파트너》 - 김경화 역

### 영화
- 《사랑해! 진영아》 (2013년) - 김봉신 역
- 《숨바꼭질》 (2013년) - 성수아파트 마트 주인 역
- 《천국도청》 (2011년) - 분석자 A 역
- 《가지 않는, 모든 것들》 (2009년)
- 《소년 마부》 (2009년) - 영수 역
- 《잘 알지도 못하면서》 (2008년) - 평론가 심사위원 역
- 《챔피언들의 저녁식사》 (2007년) - 소장 역
- 《퀵 서비스》 (2004년) - 남편 역
- 《살갗보다 얇은》 (2004년)

### 연극
- 《그렇게 산을 넘는다》
- 《비평가》 - 스파르카 역
- 《일종의 알래스카》 - 혼비 역
- 《갈매기》
- 《과학하는마음 - 숲의 심연》 - 손일호 역
- 《왕과 나》 - 옥정부 역
- 《국물 있사옵니다》 - 김상학 (형) 역
- 《겨울이야기》 - 카밀로 역
- 《깃븐우리절믄날》 - 구보 역
- 《문제적 인간 연산》 - 대신 5 역
- 《3월의 눈》 - 황씨 역
- 《우리는 영원한 챔피언》 - 제임스 데일리 역
- 《리어를 연기하는 배우, 미네티》
- 《배수의 고도》
- 《맥베스》 - 뱅코우 역
- 《알리바이 연대기》
- 《데모크라시》
- 《숨쉬러 나가다》 - 조지 볼링 역
- 《사랑의 발견》 - 윤재민 역
- 《과학하는마음 - 발칸동물원》 - 박사과정생 오오니시 역
- 《서른, 엄마》 - 태정 역
- 《시동라사》 - 성현기 역
- 《고도를 기다리며》 - 블라디미르 역
- 《인터뷰》
- 《너무 가깝고 너무 먼 우리사이》 - 승현 역
- 《민영이야기》
- 《침묵》
- 《엘렉트라》

### 광고
- 생각대로T
- SONY 핸디캠
- SC제일은행
- 까스활명수